# Laak (Filipinas)
Laak es un municipio filipino de primera categoría, situado en la parte sudeste de la isla de Mindanao. Forma parte de la provincia de Dávao de Oro situada en la Región Administrativa de Región de Dávao. Para las elecciones está encuadrado en el Segundo Distrito Electoral.

## Barangayes
El municipio  de San Vicente de Laak se divide, a los efectos administrativos, en 40 barangayes o barrios, conforme a la siguiente relación:
| - Aguinaldo - Banbanon - Binasbás - Cebolleda - Ilpapa - Kaligutan - Kapatagan - Kidagua | - Kilagding - Kiokmay - Langtud - Longanapan - Naga - Laak - San Antonio - Amorcruz | - Ampawid - Andap - Anitap - Bagong Silang - Belmonte - Bollukan - Concepción - Datu Ampunan | - Datu Dabaw - Doña Josefa - El Katipunan - Imelda - Inakayán - Mabuhay - Makopa - Malinao | - Mangloy - Melale - Nueva Belén - Panamoren - Sabud - Santa Emilia - Santo Niño - Sisimon - Santa Ana |

## Historia
El actual territorio de la provincia de Dávao de Oro fue parte de la provincia de Caraga durante la mayor parte de la Capitanía General de Filipinas (1520-1898).
A principios del siglo XX la isla de Mindanao se hallaba dividida en siete distritos o provincias.
Hasta 1988 Dávao de Oro formaba parte de la  provincia de Dávao del Norte.